# Phormictopus cubensis
Phormictopus cubensis är en spindelart som beskrevs av Chamberlin 1917. Phormictopus cubensis ingår i släktet Phormictopus och familjen fågelspindlar.
Artens utbredningsområde är Kuba. Inga underarter finns listade i Catalogue of Life.